# HD 2202
HD2202 є подвійною зорею, що знаходиться  у сузір'ї Фенікс. Дана подвійна система має видиму зоряну величину в смузі V приблизно 8.4.

## Подвійна зоря
Головна зоря цієї системи належить до хімічно пекулярних зір.

## Пекулярний хімічний вміст
Зоряна атмосфера HD2202 має підвищений вміст Sr.